# Democratische Eenheid van Coahuila

Partijlogo

De Democratische Eenheid van Coahuila (Spaans: Unidad Democrática de Coahuila, UDC) is een politieke partij in de Mexicaanse staat Coahuila.
Bij de gouverneursverkiezingen van 2005 steunde de UDC Jorge Zermeño Infante van de Nationale Actiepartij (PAN). De partij heeft een zetel in het Congres van Coahuila en een burgemeester.
PAN · PRI · PVEM · PT · MC · Morena